# Stefan Barucha
Stefan Barucha (* 3. April 1977 in Hennigsdorf) ist ein deutscher Bobfahrer und Sprinter.
Er begann mit dem Bobsport 1999 und war Anschieber in den Vierer-Bobs von Christoph Langen und Matthias Höpfner. Für das Team von Höpfner startete er auch gemeinsam mit seinem jüngeren Bruder Andreas Barucha. Sein Heimatverein war der SC Riesa.  Bei der Weltmeisterschaft 2001 wurde er Sechster im Vierer, 2004 Vierter und 2005 Siebter. Bei der Europameisterschaft 2005 gewann er Bronze mit dem Höpfner-Team, 2004 Silber bei der Deutschen Meisterschaft, 2005 Bronze.
Inzwischen hat Barucha seine aktive Bobkarriere beendet. Er studierte Geschichte und Sport auf Lehramt und ist seit 2011 Athletiktrainer beim Handballverein 1. VfL Potsdam.